# 8 × 22 mm Nambu
La 8 × 22 mm Nambu è una munizione per pistola e pistola mitragliatrice, con bossolo semi-rimmed collo di bottiglia, introdotta nell'Impero giapponese nel 1904 e utilizzata dalla Type 14 e dalla Type 100 durante la seconda guerra sino-giapponese e la guerra del Pacifico.

## Sviluppo
Verso la fine del XIX secolo entrarono in servizio alcune pistole semiatutomatiche, come la Borchardt C-93 e la Mauser C96. Il Giappone, nel pieno della Restaurazione Meiji e desideroso di non rimanere indietro nel settore delle tecnologie militari, decise di rimpiazzare il proprio revolver Type 26. A partire dal 1902 iniziò lo sviluppo della pistola semiautomatica Nambu, camerata per la munizione 8 × 22 mm. Inizialmente prodotta per l'acquisto privato da parte degli ufficiali dell'Esercito e Marina imperiali giapponesi, la munizione venne adottata ufficialmente dalle forze armate solo nel 1926.

## Impiego
La 8 × 22 mm Nambu fu utilizzata inizialmente nelle prime pistole ideate dall'omonimo ufficiale, che trovarono il loro primo impiego operativo nella guerra russo-giapponese. Maggior diffusione si ebbe nella seconda guerra sino-giapponese e nella guerra del Pacifico, durante le quali venne utilizzata anche per la pistola mitragliatrice Type 100. Fino al 1945 vennero realizzate 400.000 pistole Nambu e 8.500 Type 100. Piccoli lotti di pistole Nambu erano state esportate in Siam e Cina prima della seconda guerra mondiale.
Dopo la seconda guerra mondiale, esistono isolati resoconti di utilizzo della munizione giapponese da parte dei Viet Cong nelle fasi iniziali della guerra del Vietnam e delle forze comuniste cinesi durante la guerra di Corea. In seguito non vi fu richiesta per mantenere in produzione la 8 × 22 mm, in quanto anche le Forze di autodifesa giapponesi adottarono la munizione 9 × 19 mm Parabellum, già in uso durante la guerra in Gran Bretagna e Germania, per la SIG Sauer P220 e la Minebea PM-9, che rimpiazzavano rispettivamente le pistole Nambu e la Type 100.
Nel 1939 il costo della munizione prodotta dagli arsenali dell'Esercito imperiale era di 39 yen per 10.000 colpi. Per la rarità e l'impatto storico della munizione, essa è molto ricercata tra i collezionisti. Una confezione da 15 colpi è stata venduta nel 2009 a 250 USD.

## Prestazioni
La munizione militare standard 8 × 22 mm Nambu aveva un proiettile da 102 grani che raggiungeva una velocità alla volata di 315 m/s quando sparata da una pistola Type 14. L'energia cinetica alla volata era la metà di quella della 9 mm Parabellum e meno della metà rispetto alla 7,62 × 25 mm Tokarev. Era considerata priva di adeguato potere d'arresto, tuttavia questo era comparabile a quello della .380 ACP (9 × 17 mm) utilizzata nelle pistole degli ufficiali italiani e tedeschi durante la seconda guerra mondiale.